# اگوانا
اگوانا (به انگلیسی: Uguana) یک روستا در پاکستان است که در پنجاب واقع شده‌است. اگوانا ۱۵۶ متر بالاتر از سطح دریا واقع شده‌است.